# Gulran (distrikt)
Gulran är ett distrikt i Afghanistan. Det ligger i provinsen Herat, i den nordvästra delen av landet, 700 kilometer väster om huvudstaden Kabul. Administrativ huvudort är Gulran.
Distriktet beräknades år 2022 ha cirka 110 000 invånare.